# Bisbat de Tuxpan
El bisbat de Tuxpan  (espanyol: Diócesis de Tuxpan , llatí: Dioecesis Tuxpaniensis) és una seu de l'Església Catòlica a Mèxic, sufragània de l'arquebisbat de Jalapa, i que pertany a la regió eclesiàstica Golfo. Al 2013 tenia 900.000 batejats sobre una població de 1.200.000 habitants. Actualment està regida pel bisbe Roberto Madrigal Gallegos.

## Territori
La diòcesi comprèn tot l'estat mexicà de Veracruz.
La seu episcopal és la ciutat de Tuxpan, on es troba la catedral de Assumpció de Maria Verge.
El territori s'estén sobre 19.000 km², i està dividit en 62 parròquies.

## Història
La diòcesi va ser erigida el 9 de juny de 1962 mitjançant la butlla Non latet del Papa Joan Pau II, prenent el territori dels bisbats de bisbat de Huejutla, de Papantla, de Tampico i de Tulancingo.

## Cronologia episcopal
- Ignacio Lehonor Arroyo † (15 de gener de 1963 - 2 de setembre de 1982 jubilat)
- Mario de Gasperín Gasperín (3 de juny de 1983 - 4 d'abril de 1989 nomenat bisbe de Querétaro)
- Luis Gabriel Cuara Méndez † (6 d'agost de 1989 - 18 de febrer de 2000 nomenat bisbe de Veracruz)
- Domingo Díaz Martínez (23 de març de 2002 - 4 de juny de 2008 nomenat arquebisbe de Tulancingo)
- Juan Navarro Castellanos, des del 12 de febrer de 2009

## Estadístiques
A finals del 2014, la diòcesi tenia 900.000 batejats sobre una població de 1.200.000 persones, equivalent al 75,0% del total.
| any  | població  | població  | població | sacerdots | sacerdots       | sacerdots       | sacerdots             | diaques | religiosos | religiosos | parròquies |
| ---- | --------- | --------- | -------- | --------- | --------------- | --------------- | --------------------- | ------- | ---------- | ---------- | ---------- |
| any  | batejats  | total     | %        | total     | clergat secular | clergat regular | batejats por sacerdot | diaques | homes      | dones      |            |
| 1965 | 521.684   | 543.647   | 96,0     | 37        | 37              |                 | 14.099                |         |            | 40         | 25         |
| 1968 | 607.084   | 642.134   | 94,5     | 45        | 45              |                 | 13.490                |         |            | 51         | 27         |
| 1976 | 696.207   | 732.849   | 95,0     | 46        | 46              |                 | 15.134                |         |            | 32         | 28         |
| 1980 | 724.000   | 762.000   | 95,0     | 48        | 48              |                 | 15.083                |         |            | 39         | 30         |
| 1990 | 961.000   | 1.023.000 | 93,9     | 49        | 49              |                 | 19.612                | 3       |            | 46         | 37         |
| 1999 | 1.250.000 | 1.500.000 | 83,3     | 73        | 73              |                 | 17.123                | 3       |            | 65         | 46         |
| 2000 | 1.300.000 | 1.800.000 | 72,2     | 75        | 75              |                 | 17.333                | 3       |            | 68         | 48         |
| 2001 | 1.300.000 | 2.000.000 | 65,0     | 77        | 77              |                 | 16.883                | 3       |            | 68         | 48         |
| 2002 | 1.380.000 | 2.000.000 | 69,0     | 78        | 78              |                 | 17.692                | 3       |            | 68         | 48         |
| 2003 | 1.600.000 | 2.000.000 | 80,0     | 80        | 80              |                 | 20.000                | 3       |            | 43         | 49         |
| 2004 | 1.400.000 | 2.005.000 | 69,8     | 86        | 86              |                 | 16.279                | 3       |            | 25         | 51         |
| 2010 | 1.250.000 | 2.055.000 | 60,8     | 94        | 94              |                 | 13.297                | 1       |            | 21         | 59         |
| 2014 | 900.000   | 1.200.000 | 75,0     | 92        | 92              |                 | 9.782                 | 1       | 1          | 23         | 62         |